# Binding
 (janvier 2019).
Si vous disposez d'ouvrages ou d'articles de référence ou si vous connaissez des sites web de qualité traitant du thème abordé ici, merci de compléter l'article en donnant les références utiles à sa vérifiabilité et en les liant à la section « Notes et références ».
En informatique, un binding (qui est un terme anglais désignant l'action de lier des éléments entre eux) ou liaison peut avoir plusieurs significations en informatique :
- binding de langage, qui permet l'utilisation d'une bibliothèque logicielle dans un autre langage de programmation que celui avec lequel elle a été écrite ;
- XML data binding, qui permet la lecture d'un document XML en générant un objet représentant ces données ;
- Data binding, qui permet de lier des objets entre eux pour les faire communiquer.

## Binding de langage
Nombre de bibliothèques sont écrites dans des langages proches de la machine comme le C ou le C++. Pour utiliser ces bibliothèques dans un langage de plus haut niveau, comme Python, il est donc nécessaire de réaliser un binding. Par exemple, la bibliothèque NumPy est partiellement écrite en C et Fortran et s'utilise en Python.
La conception d'un binding peut être motivée par le fait de profiter des performances offertes par l'utilisation d'un langage bas niveau que l'on ne peut obtenir avec un langage de plus haut niveau. La réutilisation de code éprouvé peut également être une autre raison d'y recourir.

## XML data binding
Le fait de représenter un document XML sous forme d'objet simplifie sa manipulation lors du développement d'un logiciel. La forme la plus utilisée de XML data binding est celle de la transformation en un arbre Document Object Model (DOM).

## Data binding
Le data binding est notamment utilisé dans les patrons de conception Modèle-Vue-Contrôleur (MVC) et Modèle-Vue-Vue-Modèle (MVVM), pour faire communiquer le modèle avec la vue.